# Roberto Anzolin
Roberto Anzolin (18. dubna 1938 Valdagno, Italské království – 6. října 2017, Valdagno, Itálie) byl italský fotbalový brankář a trenér.
Fotbalovou kariéru začal v rodném městě Valdagno za místní klub. Do roku 1959, když odešel do Palerma, hrál tři sezony ve druhé lize. V Palermu hrál již Serie A|nejvyšší ligu v sezoně 1959/60, jenže na konci sezony sestoupil. Sezonu 1961/62 byl již hráčem Juventusu, kde byl vyměněn za Burgnicha + dva hráči na hostování a ještě 100 milionu lir. Za Bianconeri odehrál devět sezon a slavil s nimi vítězství v italském poháru (1964/65) i titul (1966/67). Po dlouhých zkušenostech odešel v roce 1970 na jeden rok do Atalanty, která hrála druhou ligu a přispěl k postupu do Serie A také díky neporazitelnosti, která trvala 792 minut. Od roku 1971 již byl na dva roky hráčem Vicenzi. Poté jesště chytal za třetiligové kluby Monza, Riccione a Casale. Poslední utkání odchytal coby náhradník za nemocného brankáře v roce 1984 v rodném klubu Valdagno.
Za reprezentaci odehrál jedno utkání a to 29. června 1966 proti Mexiku (5:0). Byl na MS 1966.

## Hráčská statistika
| Sezóna               | Klub                 | Liga                 | Liga   | Liga       | Ligové poháry | Ligové poháry | Ligové poháry | Kontinentální poháry | Kontinentální poháry | Kontinentální poháry | Celkem | Celkem |
| Sezóna               | Klub                 | Soutěž               | Zápasy | Obdr. Góly | Soutěž        | Zápasy        | Góly          | Soutěž               | Zápasy               | Góly                 | Zápasy | Góly   |
| -------------------- | -------------------- | -------------------- | ------ | ---------- | ------------- | ------------- | ------------- | -------------------- | -------------------- | -------------------- | ------ | ------ |
| 1956/57              | Valdagno             | Serie B              | 23     | -23        | -             | 0             | -0            | -                    | 0                    | -0                   | 2      | -23    |
| 1957/58              | Valdagno             | Serie B              | 31     | -38        | -             | 0             | -0            | -                    | 0                    | -0                   | 31     | -38    |
| 1958/59              | Valdagno             | Serie B              | 31     | -22        | IP            | 3             | -13           | -                    | 0                    | 0                    | 34     | -35    |
| 1959/60              | Palermo              | Serie A              | 34     | -40        | IP            | 1             | -2            | -                    | 0                    | -0                   | 35     | -42    |
| 1960/61              | Palermo              | Serie B              | 37     | -26        | IP            | 0             | -0            | -                    | 0                    | -0                   | 37     | 26     |
| 1961/62              | Juventus             | Serie A              | 30     | -45        | IP            | 5             | -7            | Stř.P+PMEZ           | 5+7                  | -6+ -7               | 47     | -65    |
| 1962/63              | Juventus             | Serie A              | 19     | -13        | IP            | 2             | -1            | -                    | 0                    | 0                    | 21     | -14    |
| 1963/64              | Juventus             | Serie A              | 29     | -31        | IP            | 2             | -3            | Vel.P                | 5                    | -6                   | 36     | -40    |
| 1964/65              | Juventus             | Serie A              | 33     | -23        | IP            | 5             | -1            | Vel.P                | 10                   | -8                   | 48     | -32    |
| 1965/66              | Juventus             | Serie A              | 34     | -23        | IP            | 2             | -3            | PVP                  | 2                    | -2                   | 38     | -28    |
| 1966/67              | Juventus             | Serie A              | 34     | -19        | IP            | 5             | -5            | Vel.P                | 8                    | -7                   | 47     | -31    |
| 1967/68              | Juventus             | Serie A              | 24     | -22        | IP            | 1             | -0            | PMEZ                 | 8                    | -6                   | 33     | -28    |
| 1968/69              | Juventus             | Serie A              | 22     | -14        | IP            | 5             | -3            | Vel.P                | 4                    | -1                   | 31     | -18    |
| 1969/70              | Juventus             | Serie A              | 5      | -4         | IP            | 2             | -0            | Vel.P                | 2                    | -3                   | 9      | -7     |
| 1970/71              | Atalanta             | Serie B              | 39     | -22        | IP            | 3             | -3            | -                    | 0                    | -0                   | 42     | 25     |
| 1971/72              | Vicenza              | Serie A              | 7      | -9         | IP            | 2             | -3            | -                    | 0                    | -0                   | 9      | -12    |
| 1972/73              | Vicenza              | Serie A              | 6      | -5         | IP            | 0             | -0            | -                    | 0                    | -0                   | 6      | -5     |
| Celkem v Serii A a B | Celkem v Serii A a B | Celkem v Serii A a B | 436    | -379       | -             | 38            | -44           | -                    | 53                   | -46                  | 527    | -469   |

## Úspěchy

### Klubové
- 1× vítěz italské ligy (1966/67)
- 1x vítěz italského poháru (1964/65)

### Reprezentační
- 1× na MS (1966)